# Серакув (Варшавський-Західний повіт)
Серакув (пол. Sieraków) — село в Польщі, у гміні Ізабелін Варшавського-Західного повіту Мазовецького воєводства.
Населення — 344 особи (2011).
У 1975—1998 роках село належало до Варшавського воєводства.

## Демографія
Демографічна структура станом на 31 березня 2011 року:
|          | Загалом | Допрацездатний вік | Працездатний вік | Постпрацездатний вік |
| -------- | ------- | ------------------ | ---------------- | -------------------- |
| Чоловіки | 178     | 42                 | 128              | 8                    |
| Жінки    | 166     | 26                 | 105              | 35                   |
| Разом    | 344     | 68                 | 233              | 43                   |